# Kardinaalsmuts
Kardinaalsmuts (Euonymus) is een geslacht van ongeveer 170 tot 180 soorten uit de kardinaalsmutsfamilie (Celastraceae). Het geslacht bestaat uit bladverliezende en groenblijvende struiken en kleine bomen.
Het geslacht heeft een groot verspreidingsgebied in Europa, Azië, Australië, Noord-Amerika en Madagaskar.
De bladeren zijn tegenoverstaand of bij een enkele soort afwisselend geplaatst, ellipsvormig, 2-15 cm lang en meestal fijn getand. De kleine bloemen zijn gewoonlijk groen-wit en onopvallend.
De vrucht is een rozerode, vier- of vijfhokkige doosvrucht, die opensplijt waarbij de vlezige, oranje zaden tevoorschijn komen. De zaden worden door vogels gegeten, die de zaden na vertering weer uitscheiden waardoor deze verspreid worden.
Alle delen van de plant zijn voor mensen giftig.
In België en Nederland komt de wilde kardinaalsmuts (Euonymus europaeus) in het wild voor.

## Toepassing
Het hout is erg bestendig tegen slijtage. Daarom werden vroeger spoelen gemaakt voor het spinnen van textiel en katrollen voor in molens, waar deze soort vaak werd aangeplant. De Engelstalige naam spindle tree is hiervan afgeleid.
Kardinaalsmutsen zijn populair als tuin- of parkplant vanwege de helderrode bladkleuren van de bladverliezende soorten in de herfst, en de helder gekleurde doosvruchten.

## Waardplant
Kardinaalsmuts, met name de wilde kardinaalsmuts, is de waardplant voor de kardinaalsmutsstippelmot. Aan de voet van oude struiken groeit soms de kardinaalsmutsvuurzwam (Phylloporia ribis f. evonymi).

## Bloemdiagram

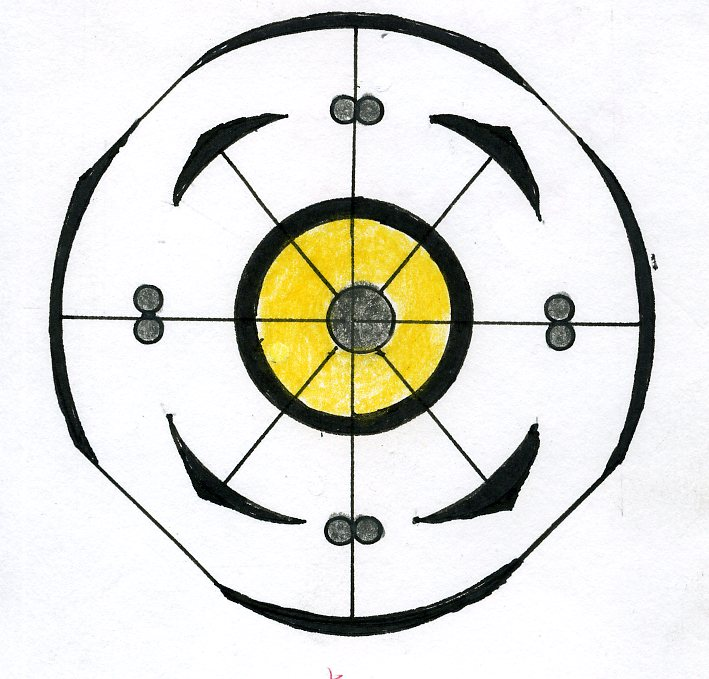
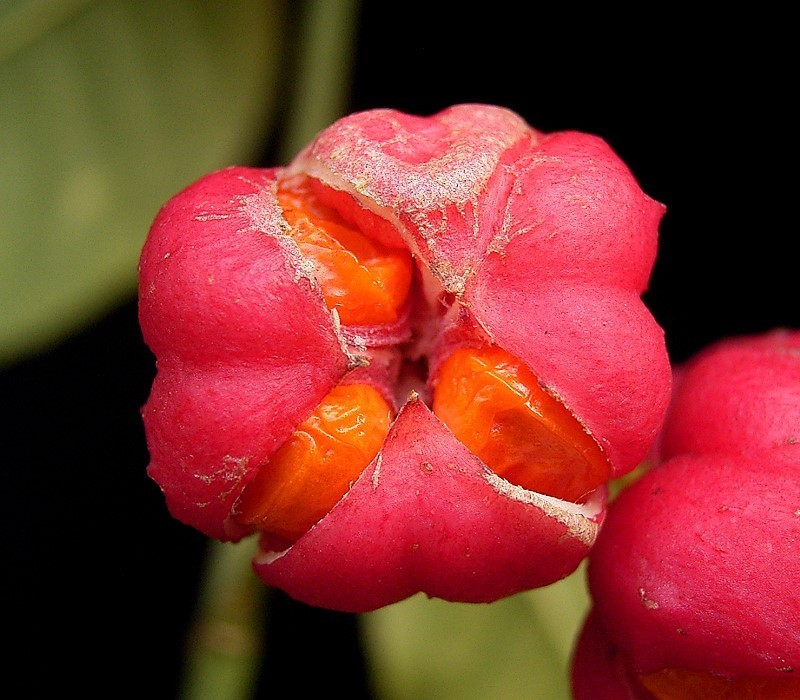

... · 
Apodostigma · 
Bhesa · 
Celastrus · 
Cassine · 
Catha · 
Euonymus (Kardinaalsmuts) · 
Parnassia · 
Salacia · 
Stackhousia · 
...